# Designació de planeta menor

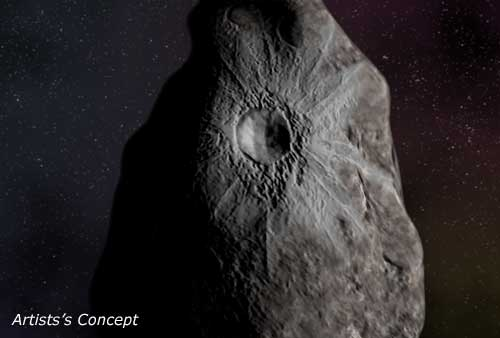
8405 Asbolus, un Centaure (planeta menor) descobert el 1995

La designació formal dels planetes menors és una combinació de nom i nombre supervisat pel Minor Planet Center, una branca de la Unió Astronòmica Internacional (UAI). S'usen per designar planetes nans i cossos petits del sistema solar com els asteroides, però no per a designar els cometes. S'assigna un cop l'òrbita de l'objecte està definida; no està relacionada amb la designació provisional que s'assigna automàticament quan es descobreix un nou objecte.
Aquesta designació consta de dues parts: un nombre, històricament assignat aproximadament en ordre de descobriment, i actualment, un cop s'ha assegurat la seva òrbita per quatre oposicions ben observades, juntament amb un nom, o triat pel descobridor, o la designació provisional.
La sintaxi és doncs, (nombre) Nom, per exemple (90377) Sedna o (55636) 2002 TX300. Actualment, se solen eliminar sovint els parèntesis, així seria 90377 Sedna, segons la preferència de l'astrònom o la publicació. En la pràctica, no obstant, per qualsevol objecte ben conegut el nombre és majoritàriament una entrada de catàleg, i el nom o la designació provisional s'usa en lloc de la designació formal: Sedna, 2002 TX300.
Per objectes poc usuals, come els asteroides propers a la Terra, la numeració se sol assignar després de tres o inclús només dues oposicions.
La convenció per als satèl·lits dels planetes menors, com per exemple la designació formal (87) Sylvia I Romulus del satèl·lit asteroide Romulus, és una extensió de la designació amb nombres romans que s'ha utilitzat per als satèl·lits dels planetes des de temps de Galileu.
Els cometes també es designen pel Minor Planet Center, però usant una sistema de catalogació diferent.

## Història
El 1851 hi havien quinze asteroides coneguts, tots ells excepte un amb el seu propi símbol. A mesura que el nombre d'objectes creixi, els símbols es feien cada cop més complicats i s'havien de dibuixar a mà. El 1851 Benjamin Apthorp Gould suggerí d'anomenar els asteroides en el seu ordre de descobriment, i posant aquest nombre en un cercle com a símbol de l'asteroide, com els del quart asteroide ④, Vesta. Aquesta pràctica se li afegí el nom per convertir-se en una designació oficial nombre-nom,"④ Vesta", conforme el nombre de planetes menors s'incrementava. A final de la dècada dels anys 1850, el cercle es simplificà en un parèntesi, "(4)" i "(4) Vesta", més fàcil d'escriure a màquina. Altres tipus de puntucació com "4) Vesta" i "4, Vesta" s'havien utilitzat, però ja havien desaparegut al voltant de 1949.
La major excepció a la convenció a que el nombre feia referència a l'ordre de descobriment o determinació és Plutó. Com Plutó es classificà inicialment com a planeta. No rebé un nombre fins al 2006 quan quedà redefinit com a planeta nan. Des de llavors porta la designació formal de (134340) Plutó.